# Harmadik rabszolgaháború
A harmadik rabszolgaháború vagy Spartacus-felkelés, gladiátorháború a Római Köztársaság által uralt Itália területén végig söprő hatalmas felkelés, amelynek vezére Plutarkhosz szerint egy Spartacus nevű gladiátor, akit a közhiedelem trák származásúnak tart. A felkelés i. e. 73-tól 71-ig folyt és csak Marcus Licinius Crassusnak és Cnaeus Pompeius Magnusnak sikerült levernie.
A felkelő seregek a felkelés elején még számos nagy győzelmet arattak a római légiókon, hatalmas károkat okozva Itáliában és Róma is folyamatos fenyegetettségnek volt kitéve. A győzelmeik oka vélhetően Spartacus hadvezetési és szervezési képességeiben rejlett, aki talán ismerhette a római légiók harcmodorát és kiképzettségét is. Ám a rabszolgasereget mégsem tudta ütőképes haderővé formálni, mert a felkelőket nem tudta egységben tartani, végül hadai demoralizálódása is hozzávezetett a vereséghez.
Sikerei csúcsán Spartacus serege elérte a 120 ezer főt. Ebbe a számba beletartoznak még rabszolgaasszonyok és gyerekek, valamint harcra alkalmatlan személyek, mint aggastyánok is, akik csatlakoztak a felkelőkhöz. Ezen egyének tömegei is részben okozói lettek a sereg felbomlásának, mivel az asszonyok férjeiket, vagy családtagjaikat később rávették, hogy hagyják el Spartacust, aggódva személyes sorsuk felől a későbbi sorozatos vereségek miatt. Rajtuk kívül tömegével csatlakoztak a felkeléshez a szabad pásztorok, akik az ókori világ legalacsonyabb jogállású szabad személyeinek számítottak. Mivel semmiféle tulajdonuk nem volt és általában fedéllel sem rendelkeztek, ezért béresként mások nyájait őrizték, a társadalom más rétegei pedig kirekesztették őket. Idővel ezek is otthagyták a rabszolgasereget, mivel zömük Itáliában született és nem akarta elhagyni az országot, minthogy Spartacus tett kísérletet nem egy ízben Itália elhagyására.
A Spartacus-féle felkelés nem az egyetlen ilyen megmozdulás volt az ókorban. Ez megelőzően Szicíliában két nagy felkelés söpört végig (első és második rabszolgaháború), melyeket a rómaiak szintén levertek. Spartacus produkálta viszont az ókori történelemben a legnagyobb ilyen megmozdulást és huzamos ideig jelentékeny ellenállást fejtett ki kiképzett, felszerelt, reguláris csapatok ellen, ezért már életében legendává vált és hosszú ideig fennmaradt a hatása. A Római Birodalomban szinte sorozatosak voltak a paraszt- és rabszolgafelkelések, de egyik se múlta fölül Spartacust.
Spartacus idején a rabszolgaság intézménye a fénykorát élte és még hosszú-hosszú évszázadokig fennmaradt. A felkelésnek nem volt célja, hogy a rabszolgaság intézményét örökre eltörölje, a felkelők mind saját egyéni szabadságukat akarták megszerezni, amikor fegyvert fogtak és ennek okán csatlakoztak még mások is hozzájuk, másokat pedig valószínűleg a zsákmányszerzés reménye vezérelt. A felkelők egyetlen egy esetben sem próbálták meg ostrom alá venni Rómát, viszont kísérletet az Appennini-félsziget elhagyására, hogy a római köztársaság hatalmán kívül élhessenek szabadon.

## Rabszolgák a Római Köztársaságban
Az ókori birodalmak gazdaságának gerincét rendszerint mindig az olcsó rabszolgamunkaerő alkotta. A háborúk egyik fő célja is éppen a rabszolgák gyűjtése volt. A rabszolgák végletekig való kizsákmányolásának módja és agyonhajszolásuk régi bevett szokás volt már akkortájt. A rabszolgakereskedelem önálló és széles körű piaccal bírt az egész akkor ismert világon, míg békeidőben kereskedők útján szerezték be a rabszolgákat. A gazdasági élet minden területén dolgoztak rabszolgák, legyen szó kézművességről, vagy adminisztrációról. Ugyan számos rabszolga bizonyos idő elteltével felszabadult, de ez sok esetben függött a gazdák jóindulatától, s nagyon sokan így is örök életüket (akár már születésüktől fogva!) rabszolgaságban töltötték.
A köztársaság területén Dél-Itáliában és Szicíliában volt a legtöbb rabszolga, ezért nem meglepő, hogy a Spartacus-felkelés is itt vette kezdetét, illetve az előző két rabszolgaháború is Szicíliában zajlott le. A rabszolgáknak viszont szintén meg voltak a maguk különböző rétegei. Voltak ún. adósrabszolgák, akik valamilyen adósság törlesztése gyanánt átmeneti időre kényszerültek ebbe a státuszba, de amikor a törlesztés ideje lejárt, többnyire visszanyerték szabadságukat. Bizonyos római katonák is önkéntes rabszolgaságot vállaltak adósságuk visszafizetésére, s ezek tudásukat felhasználva gladiátornak álltak.
A pun háborúkat követően a köztársaság hatalma csúcsán állt, a társadalom különböző rétegei között pedig megnőttek a vagyoni különbségek, gyakori volt a korrupció (ami ellen Sulla diktatúrája próbált igen következetesen fellépni), illetőleg a gazdag rómaiak és magas rangú tisztviselők rendre visszaéltek hatalmukkal. Az elit telhetetlenségét magától értetődően leginkább a rabszolgák sínylették meg, csakhogy a gazdagabbak minél több haszonra tegyenek szert. A felkelést megelőzően a kisebb villongások már mindennaposak voltak Itáliában, jogszabályozás pedig nem létezett a rabszolgák védelmére, a tulajdonos gyakorlatilag az életük felett is rendelkezhetett. A legrosszabb helyzete a földeken és a bányákban dolgozó rabszolgáknak volt, ahol a nyomorúságos élelmezésen túl a nem megfelelő higiéniás körülmények és a megfeszített tempó tömegesen szedte áldozatai. A rabszolgafelkelőket már csak kilátástalan élet is arra sarkalta, hogy ragadjanak fegyvert, mivel számukra már nem volt veszteni való, hisz bukásuk esetén is kivégezték őket a rómaiak. Az ókorban a rabszolga még többnyire emberi lénynek se számított, az állatoknál is rosszabb sors jutott ki neki.
A szenátus a rabszolgafelkelésektől különösképpen nem tartott, lévén az első két háború is Szicília szigetén zajlott, távol Rómától, így saját hatalmukat szilárdnak hitték.

## A gladiátorok

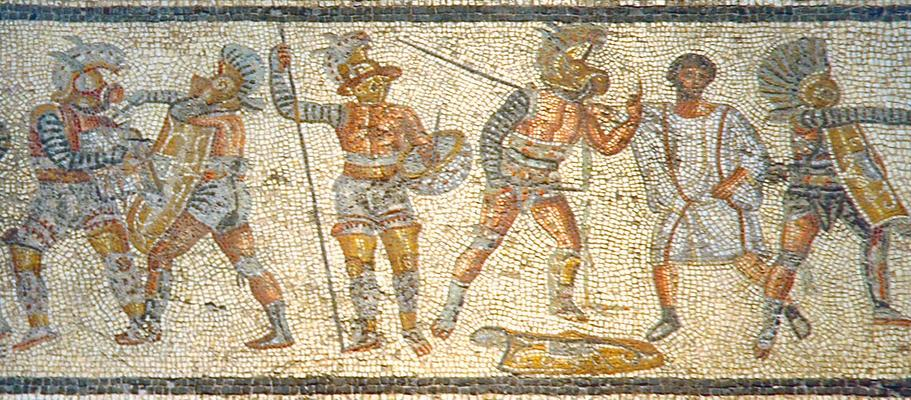
Mozaik a 3. századból küzdő gladiátorokkal, mellettük a párbajokra felügyelő bíró, kezében vesszővel.

A gladiátorok ügyes rabszolgákból, sok esetben katonaviselt emberekből kerültek ki. Bár a közhiedelemmel ellentétben a gladiátorjátékok nem voltak tömegmészárlások: nem tömegek csaptak össze az amfiteátrumokban és küzdöttek a legutolsó emberig, mivel ezeknek a játékoknak is meg voltak a szabályaik és általában két gladiátor küzdött egymással egy bíró jelenlétében, a tömegküzdelmek pedig ritkák voltak. A véres küzdelem pedig nem mindig végződött halállal, mert a legyőzött, de szívósan harcoló gladiátorok kegyelmet kaptak. Bizonyos gladiátorok elítélt bűnözők (haramiák) voltak.
Fegyverzetük is elég speciális volt és szabályokhoz kötött. Egyes gladiátorok gall, vagy trák típusú fegyverzettel voltak ellátva, de sosem teljes felszereléssel, gondolva itt is a lehetséges lázadásra. Egyes gladiátorokat is a fegyverzet szerinti küzdőstílus alapján képezték ki és a szabályban elő volt írva, hogy az egyes típusok melyekkel küzdhetnek meg. Egyes vélemények szerint talán Spartacus is épp a trák küzdőstílus után lett „trák”.
Mivel ez a sportág nagyon népszerű volt, Itáliában nagyon sok gladiátorképző működött. Az egyik Capuában, amelynek tulajdonosa Lentulus Batiatus (Vatia) volt. Itt volt gladiátor Spartacus is.

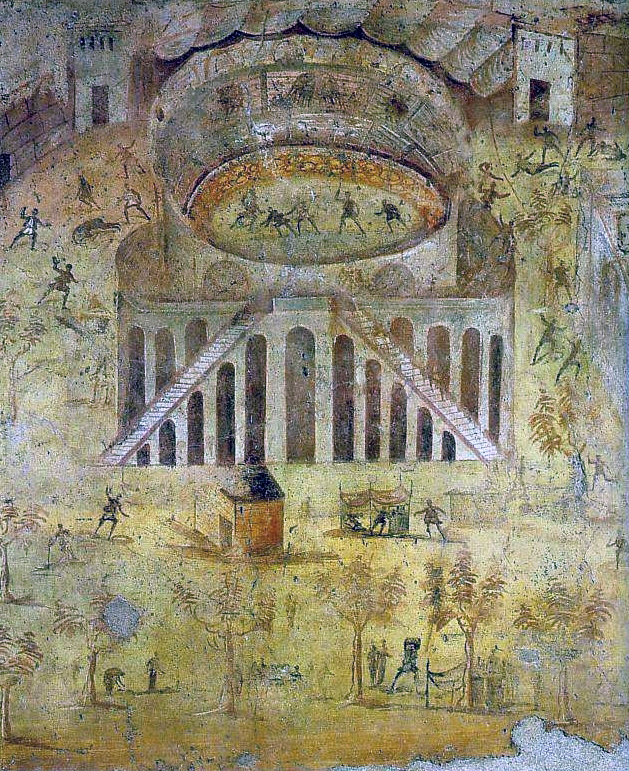
Freskó Pompeiből, amelyen egy amfiteátrum látható küzdő gladiátorokkal.

## A capuai lázadás
A Batiatus-féle iskola 200 gladiátora eltökélte, hogy megszökik, de a tervük kitudódott, ám több mint 70-nek sikerült megszöknie a kaszárnyából. Fegyvernek magukkal vitték felszerelésük egy részét és konyhai szerszámokat (késeket, fejszéket). A szökevények élére Spartacus és két gall gladiátor, Crixus és Oenomaus álltak. Vezérletük alatt a lázadók megverték a városi helyőrség katonáit és bevették magukat a Vezúv tetejére, ami a város mellett magasodott.
A rómaiaktól elszedett fegyverekkel a gladiátorok felszerelték magukat és elkezdték fosztogatni a környéket, ezzel egész Campaniában felkelést robbantottak ki, mert a vidéki rabszolgák mind csatlakoztak hozzájuk. A Vezúvon Spartacus egy jól védhető ponton ütötte fel táborát és a jelek szerint megszervezte a csapatát, amelyet rablásból tartott fenn. A felkelők kifosztották a gazdag birtokosok földjeit és villáit. Ezen földbirtokosok többnyire Rómában és nem Campaniában éltek.

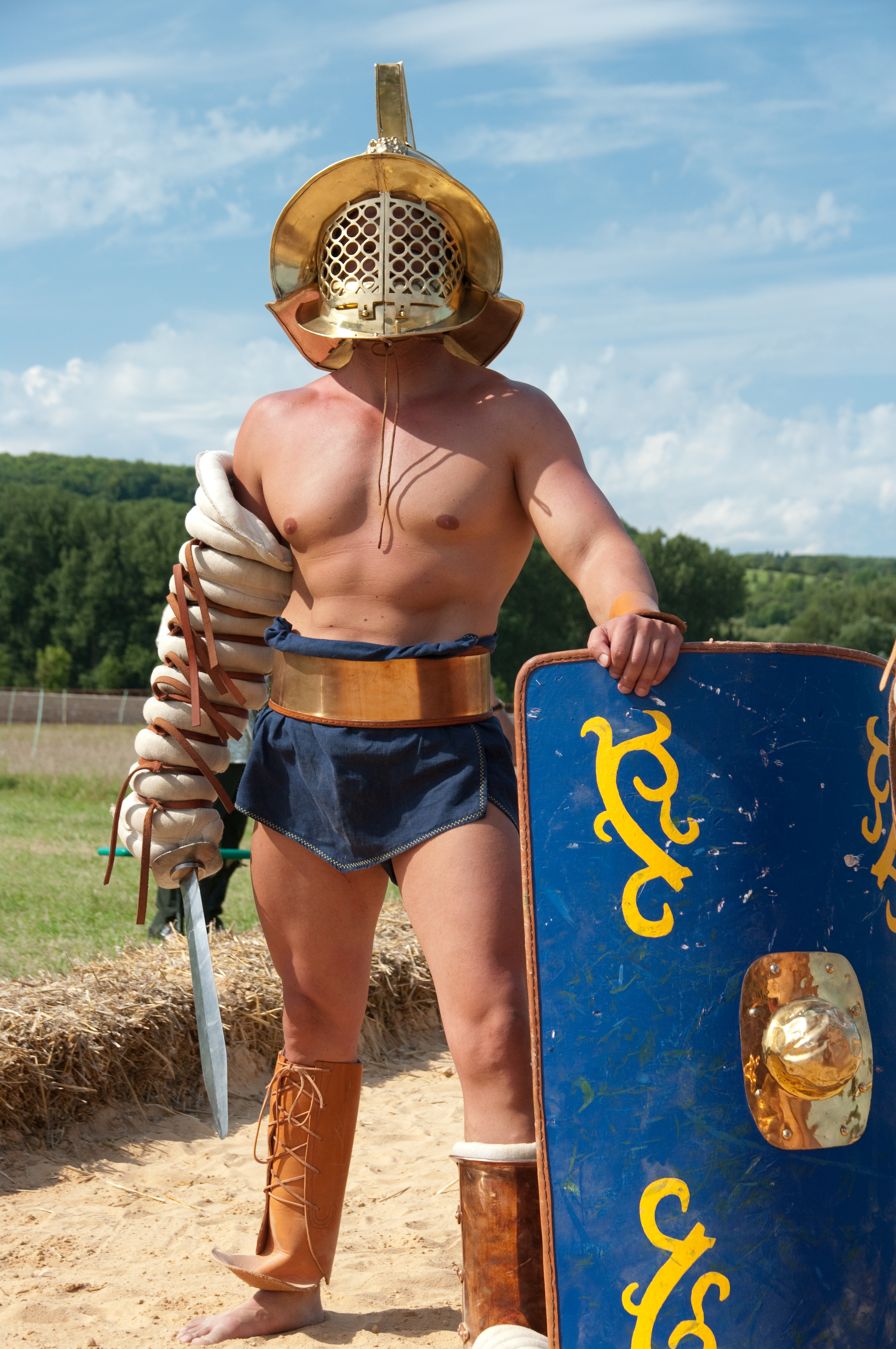
Az ún. murmillo gladiátor, akit gall harcmodor szerint képeztek ki.

A károkat szenvedett földbirtokosok panaszai révén a capuai és campaniai felkelés híre a szenátus elé is eljutott, de a szenátorok úgy vélték, hogy csupán bűnözési hullám harapódzott el a régióban, nem pedig fegyveres felkelés zajlik. Mégis, hogy a zavargások ne terjedjenek át Latiumra és Róma környékére (mivel Rómában ekkortájt több rabszolga élt, mint szabad polgár, illetőleg Capua rendkívül fontos város volt, a második legnagyobb Róma után Itáliában, s itt haladt keresztül a létfontosságú Via Appia útvonal is), ezért gyorsan összetoboroztak egy irreguláris félkatonai erőt, amelynek vezetését Gaius Claudius Glaber praetorra bízta a szenátus.
Glaber Spartacus főhadiszállása ellen vonult, de csak az odavezető hegyi utakat zárta le, úgy vélve, hogy csak közönséges rablókkal van dolga, akiket kiéheztethet. Spartacus viszont már előbb felkészült a harcra és mivel a rómaiak nem indítottak támadást, embereinek elég ideje maradt kötélhágcsókat fonni növényekből és azok segítségével leereszkedtek a hegy egyik járhatatlannak hit oldalán. Spartacus hátba támadta Glaber háromszoros túlerőben levő seregét, ami szinte nem is harcolt, mert meglepte őket a rabszolgák rajtaütése. A Vezúv-hegyi ütközet a rabszolgaháború első csatája volt és Spartacus győzelmével ért véget, s serege felszereléshez, illetve zsákmányhoz jutott.
Spartacus itt mutatta meg leleményességét és ezzel képes volt kompenzálni emberei képzetlenségét is. De a rómaiak még mindig nem vették túl komolyan a campaniai felkelést, ezért egy másik sereget küldtek Publius Varinius vezérletével. Ezt a római sereget Spartacus nagyobbrészt megsemmisítette. A rómaiak vereségének hatására a felkelés Dél-Itália valamennyi latifundiumára elterjedt, ezért Spartacus serege heteken belül 60-70 ezer embert számlált már.

A felkelés hadműveleteinek lefolyása Appianosz leírása alapján.

## A felkelés céljai és motivációi
Hogy lett volna a felkelésnek konkrét célja, azt nehéz meghatározni. Spartacus serege elfoglalt néhány dél-itáliai várost és itt töltötte az az évi telet, majd a következő évben a sereg elindult északnak. Crixusszal viszont nézeteltérése támadt, Florus római történetíró szerint a gall alvezér a gazdag zsákmányt ígérő vidéken akart maradni. A korabeli adatok egyáltalán nem számolnak be arról, hogy Spartacusnak célja lett volna Róma legyőzése és a rabszolgaság eltörlése, lehetséges viszont, hogy valamiképp ki akart jutni Itáliából.
A rabszolgasereg többnyire a győztes csaták után az elesett római legionáriusoktól, vagy foglyoktól elszedett fegyverekkel szerelte fel magát, de így sem jutott elegendő felszereléshez, így állományának jelentős hányada hiányosan és gyengén volt ellátva. Mindenki nem volt harcra alkalmas a lázadók közül, hisz tömegével voltak jelen öregemberek, nők és gyerekek. Mindenkit nem sikerült ügyes harcossá kiképezni, s nem tartottak állandó gyakorlatokat, mint a római légiók, sőt a harcosok többsége igen fegyelmezetlen volt, mivel sokszor öncélú rablásokban és fosztogatásokban vettek részt. A rabszolgasereg kialakított magának egy gladiátorokból, veteránokból és rátermett (főleg gall) harcosokból álló elit csapatot, ami a sereg magvát alkotta, a sereg többi része ide-oda tengő, fegyelmezetlen fegyveres csoportok tömege volt. Mégis Spartacus egységben tudta tartani, ami vélhetően jó vezetési képességeiben rejlett és a feljegyzések szerint komoly hatással volt az emberekre mindaddig, amíg végképp ki nem merültek a felkelők.
A felkelőket segítette a Római Köztársaság számos ekkor jelentkező belső problémája, mint a római szövetségesek széthúzása (mint a szamnisz és szabell nép lázadása az elmaradt polgárjogi reformok miatt), a Sulla-féle diktatúra után maradt feszültségek a diktatúra miatt hátrányosan, vagy előnyösen kezelt egyének között, a korrupció, sikertelen külső háborúk, s mindezek belső ellentéteket mélyítettek el az országban a szabad rétegek és az uralkodó osztály között, ami nem tette lehetővé az egységes és erős fellépést a rabszolgák ellen, akik megelégelték az egyre embertelenebb bánásmódot és fellázadtak Itália területén is.

## Spartacus északi hadjárata
A sereg elindult északnak az Alpok felé, útközben pedig tovább nőtt a létszáma, s már nemcsak rabszolgák, de pásztorok, vagy szegényebb parasztok, illetve különböző jöttmentek is közéjük álltak. Többen családostul csapódtak a sereghez, de az asszonyok, öregek és gyerekek jelenléte, akik eleve lassabb iramban mozogtak, valamint a harcokban szerzett zsákmány cipelése nagyon lassította a mozgásukat. Különböző elképzelések szerint Spartacus vagy a hegyeken áttörve próbálta elhagyni az Apennini-félszigetet, vagy meg akart erősödni az alpesi gallok között, akik Róma ellenségei voltak, vagy pedig a Hispániában Rómával dacoló Quintus Sertorius seregébe akart állni, aki Pompeius ellen viselt éppen hadat. Plutarkhosz szerint Spartacus az Alpokon átkelve akarta embereit visszavinni otthonaikba, viszont nem lehetséges, hogy valamennyi felkelő arról a vidékről származott volna.
Spartacus alighogy elindult északnak, közte és Crixus között kiéleződött az ellentét. Crixus vezetésével zömében gall és germán rabszolgák (10 ezer, más forrás szerint 30 ezer ember) elszakadtak a főseregtől és nem követték északra Spartacust, hanem az itáliai hadműveleteket folytatták. Ezt a sereget Lucius Gellus Publicola semmisítette meg Apulia mellett, a Garganus-hegység közelében. Az elszakadt felkelők seregének kétharmada elveszett a harcban, Crixus pedig látva vereségét megölte magát.

A felkelés hadműveleteinek lefolyása Plutarkhosz szerint.

Spartacus áttörési kísérlete az Alpokon ugyancsak nem járt sikerrel, s Észak-Itáliában kevesebb latifundium volt, így a rabszolgák számaránya sem volt nagy, mint Dél-Itáliában, a szabad jogállású lakosság pedig nem fogadta kedvezően a felkelők jelenlétét, így Spartacus visszaindult délnek.

## Visszatérés Itáliába
Bár Spartacus serege jelentősen csökkent Crixus kiválását követően, de még mindig nagy és ütőképes maradt. A szenátus ellene küldte a győztes Publicolát és egy Cnaeus Cornelius Lentulus Clodianus konzult is. Spartacus legyőzte előbb Lentulus Clodianust, majd Publicolát és Appianosz történetíró szerint Publicola seregéből elfogott 300 római katonát arra kényszerített, hogy gladiátorjáték keretében öljék meg egymást, így bosszulva meg Crixust. Ezután leölte a hasznavehetetlen málhásállatokat és megszabadult egyéb fölösleges terhektől, hogy serege mozgásán könnyíteni tudjon.
Spartacus a két konzuli seregre még egy újabb vereséget mért a piceneumi csatában. Appianosz szerint Spartacusnak szándékában állt egy Róma elleni támadást, de erejét mégis kevésnek találta, ezért visszatért Dél-Itáliába. Thurium városában ütött tábort, innen pedig fosztogatta a vidéket és alkalmi összecsapásokat vívott a római seregekkel, valamint készült a további harcra. Plutarkhosz ezzel szemben nem tesz említést Spartacus piceneumi győzelméről, sőt azt írja, hogy a konzuli seregeket egyszerűen csak északra szorították a felkelők, mígnem a szenátus visszarendelte őket Rómába. Ugyancsak Plutarkhosz szerint Spartacus Mutina környékén folytatta a hadműveleteket, ahol legyőzte Caius Cassius Longinus Varus helytartó tízezer főnyi seregét. Crassus ekkor lépett színre a római seregek élén és ő kényszerítette a felkelőket arra, hogy délre vonuljanak, Thurium felé, majd pedig i. e. 71 tavaszán megindultak az új, mindent eldöntő hadmozdulatok.

## A végső összecsapás
A rabszolgák sorozatos sikerei miatt válsághelyzet állt elő Itáliában és Rómában. A szenátus épp ezért visszarendelte Hispániából Pompeiust, az itáliai haderő élére pedig Crassust állította, aki jól ismert katona és politikus személyiség volt Sulla időszakából.
Crassus Sullához hasonló keménységgel szigorú rendelkezéseket foganatosított a hadseregben, hogy a lehető legkövetkezetesebben és legnagyobb elszántsággal lépjenek fel a rabszolgák ellen. Appianosz brutális kegyetlenségről számol be leírásaiban, miszerint a legapróbb vétségekért is súlyos büntetéseket kaptak a közkatonák és a tisztek is. A tisztogatások eredményeképp négyezer embert végeztek ki a római légióknál. Plutarkhosz szerint egy Spartacusszal szemben elszenvedett vereség után az egyik cohors állományából 50 embert végeztek ki, akiket gyávasággal vádoltak.

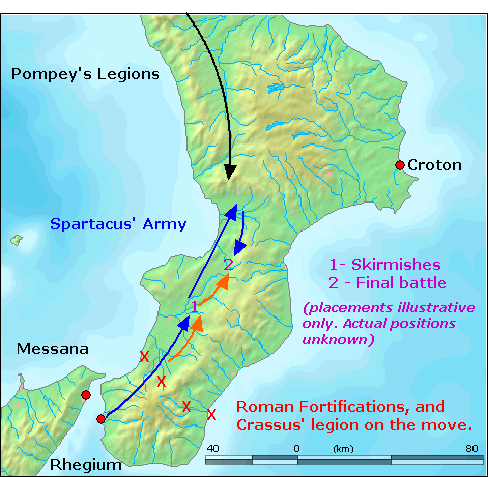
A végső harcok Dél-Itália csücskében.

Crassus Samniumban kisebb győzelmet aratott Spartacus felett, akinek hatezer embere esett el a csatában. Spartacust ezután a rómaiak dél felé szorították és további súlyos veszteségeket okoztak a seregének. Spartacus Lucanián át a tengerhez vonult és a kilikiai kalózokkal lépett érintkezésbe, hogy szállítsák át 2000 emberét Szicíliába. Plutarkhosz szerint Spartacus így próbált egy újabb szicíliai rabszolgafelkelést kiprovokálni, de a kalózok becsapták őt, mert miután kifizette nekik a megállapodásban megszabott pénzt, azok magára hagyták. Egy másik forrás szerint Spartacus emberei tutajokat akartak ácsolni, hogy azokkal keljenek át a Messinai-szoroson, de Crassus meghiúsította a tervüket.
A sereg ezután Rhegium felé vette az útját, míg Crassus folyamatosan követte és az útmenti római erődítményekből is folyamatosan zaklatták a felkelőket. Pompeius is már itáliai területen volt, ezért várható volt, hogy Spartacus két tűz közé kerül, noha Crassus és Pompeius együttműködésének lehetősége a két hadvezér közti rivalizálás okán kétséges is lehetett, ez mégsem vált Spartacus javára. Sőt még a szenátus gyorsan véget akart vetni a rabszolgafelkelésnek, ezért Pompeius is utasítást kapott Rómából Crassus megsegítésére.
Pompeius közeledtére Spartacus megpróbált egyezkedni Crassusszal, aki ezt elutasította. Spartacus seregével Petelia felé (a mai Strongoli közelében) tört előre, de a rabszolgasereg már hosszú ideje a demoralizálódás és szétesés jeleit mutatta, s létszáma fokozatosan csökkent. Egy ilyen leszakadó seregtestet sikerült Crassusnak utolérnie és megsemmisítenie Cantennánál, amelyek Castus és Gannius gall rabszolgavezérek vezetése alatt álltak.

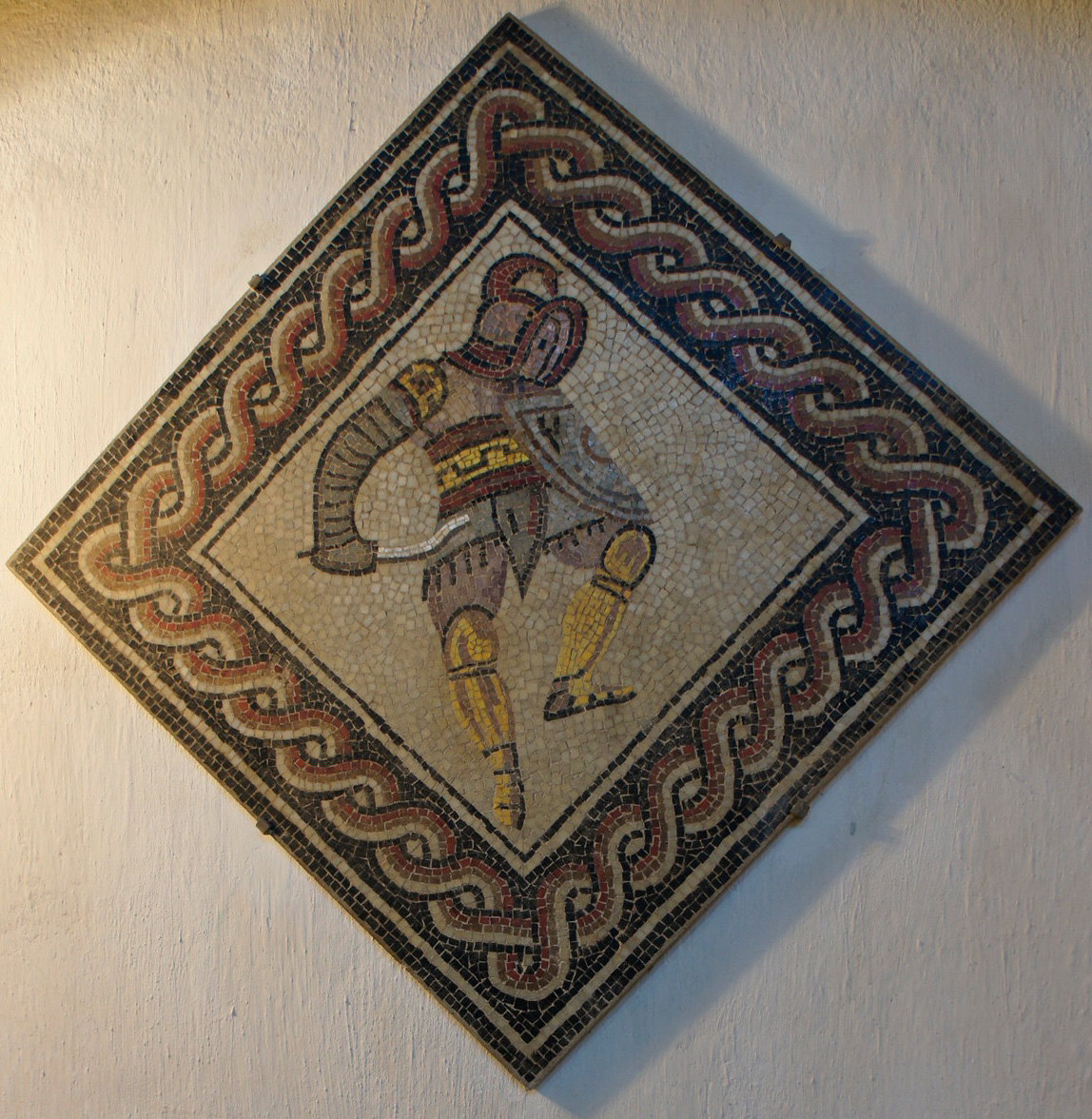
Mozaik a trák-stílusban küzdő gladiátorról. Amennyiben Spartacust csak a küzdőstílusa után nevezték tráknak, úgy akkor viselete is ilyen lehetett a capuai gladiátorképzőben.

A bomlás folytatódott Spartacus seregében, s a kiszakadó kisebb-nagyobb csapatokkal a római lovasság rendre elbánt. A harcra nem képes elemek, mint az asszonyok, vagy az öregek igyekeztek elmenekülni, harcoló családtagjaikat is szökésre bírva olykor. De ők is elpusztultak végül a veszélyes erdőségekben, vagy a nélkülözéstől. A vasfegyelemmel harcoló rómaiakkal szemben már csak egy fáradt, fegyelmezetlen és kilátástalan helyzetbe került rabszolgasereg állt. Spartacus a harc mellett döntött, miután rádöbbent nincs mit veszteni. A Silarus folyó menti csatában seregének legnagyobb része elesett és a források szerint ő is meghalt a harcban, bár holttestére sose találtak rá.

## A felkelés utóélete
A silarusi csatából 5000 felkelőnek sikerült elmenekülnie. Az egykor hatalmas sereg kis roncsát Pompeius pusztította el végül, aki csak jóval később érte be Crassust. Ám a hadvezérnek jó képessége volt ahhoz, hogy másoktól elvegye a dicsőséget, így Spartacus legyőzőjeként nem Crassust, hanem Pompeiust ünnepelték Rómában. Ezzel viszont sikerült Crassus gyűlöletét kivívnia, ami a kettejük közti ellenségeskedés okozója lett aztán.
A felkelés megtorlásaként Crassus a csatában elfogott lázadókat keresztre feszítette Róma és Capua között, a Via Appia mentén, összesen hatezer embert, akiknek holtteste még évekig a kereszteken maradt.
A háború végeztével Pompeius és Crassus ellentéte elmélyült, hatalommegosztásuk Rómában pedig elég törékenynek bizonyult.
A rabszolgaság intézményében nem állt be jelentősebb változás Spartacus leverését követően. Azonban a felkelők felbecsülhetetlen mértékű károkat okoztak Itália szerte fosztogatásaikkal és rombolásukkal. A termelőerő is csökkent a gazdaságban, mert a harcokban részt vevő lázadók gyakorlatilag elpusztultak, így nem volt munkáskéz. A polgárság és az előkelőség részben okult a felkelésből és csökkent a rabszolgákkal szemben elkövetett visszaélések száma, mivel belátták, hogy szükség van munkaerőre. A latifundiumok is kevésbé rabszolgákat, inkább fizetett napszámosokat kezdtek alkalmazni. A rabszolgák számaránya Augustust követően egyre csökkent, mert a Római Birodalom nem tudott olyan nagyarányú hódításokat véghez vinni, mint korábban, így nem voltak hadifoglyok, ezért a rabszolgák ára is drágább lett.
Spartacus felkelése volt az utolsó nagy megmozdulás, hasonló méretűre a Római Birodalomban nem került sor. Bár emléke hosszú időn át megmaradt, olyannyira, hogy amikor Nero idején Praenestében fellázadtak a gladiátorok, de a római katonák leverték őket, Tacitus szerint a hatóságok pont úgy torolták meg megmozdulásukat, ahogy annak idején Crassus Spartacusét. A rómaiak által uralt Pannonia provinciában, a mai Magyarország területén is rengeteg rabszolga- és parasztfelkelés ment végbe a császárság korában.

## Lásd még
- Első szicíliai rabszolgaháború
- Második szicíliai rabszolgaháború